# Помощ!
Помощ! е английски филм, мюзикъл-комедия с участието на популярната рок група Бийтълс и с изпълнение на песни от едноименния им албум.
Ринго Стар притежава пръстен, който се оказва собственост на религиозен култ и е необходим при изпълнения на жертвоприношения. Членовете на култа преследват Ринго и се опитват да свалят пръстена от ръката му, но безуспешно. Полицията е безсилна да помогне. Неговите приятели от групата се опитват да свалят пръстена, но той е прилепнал плътно към пръста. При всични тези гонитби възникват комични ситуации и звучи музиката на групата.

## Песните от филма
- Help!
- You’re Going To Lose That Girl
- You’ve Got To Hide Your Love Away
- Ticket To Ride
- The Night Before
- I Need You
- Another Girl